# KAL-Online
KAL-Online är ett datorspel från 2004 av MMORPG-typ, utvecklat av det sydkoreanska företaget Inixsoft. I spelet väljer man mellan att agera som bågskytt (archer), riddare (knight) eller trollkarl (magician), eller efter en senare uppdatering 2009 som tjuv (thief).
Spelet i sig är gratis, men spelaren kan välja att köpa tillbehör eller tillägg, som underlättar fortsatt spel. Till sådant som kan köpas i spelet hör bland annat stenar som ger mer erfarenhetspoäng som spelkaraktären behöver för att bli starkare, eller skriftrullar som återupplivar karaktären.